# Maria Clara Marra
Maria Clara Marra (Patrocínio),  é uma política brasileira, filiada ao DC. 
Nas eleições de 2022, foi eleita deputada estadual por MG.